# BattleTanx
BattleTanx és un videojoc d'acció per la Nintendo 64, produït per 3DO. Té una continuació del 1999 anomenada BattleTanx: Global Assault.

## Jugabilitat
Hi ha tres tancs en el joc perquè el jugador triï. El jugador pot triar entre un Moto Tank, M1A1 Abrams MBT o el Goliath. Hi ha 17 nivells per completar per acabar el joc d'un sol jugador, que està ple de tancs enemics. Cada nivell es troba en un lloc específic als Estats Units, com ara la ciutat de Nova York, Chicago, Las Vegas i San Francisco. El joc té entorns destructibles i, en alguns casos, entorns interactius.
En el mode multijugador del joc, els jugadors poden combatre fins a 4 jugadors simultàniament. Hi ha quatre configuracions multijugador diferents; mode Battlelord (equivalent a captura la bandera), Deathmatch, Family Mode, i Annihilation.
- Battlelord Capturar Queenlords de l'adversari.
- Deathmatch El primer a fer set eliminacions guanya.
- Family Mode Deathmatch, però no es pot canviar de munició.
- Tank wars proporciona a cada competidor cinc tancs, l'últim supervivent guanya.

## Argument
Al 2001, un virus ha matat el 99,99% de les dones de la Terra. Diversos països lluiten sobre les zones de quarantena dels altres, i acaben en guerra nuclear, destruint gran part de la civilització. Les poques dones restants (anomenades Queenlords) són retingudes per bandes que s'han apoderat de parts del món. El personatge principal, Griffin Spade, li va fer treure a la seva promesa Madison de Queens, New York pel govern dels Estats Units. Griffin acaba separant-se de la seva promesa i ciutat de Nova York es destrueix. Reclama un tanc i es proposa creuar els Estats Units per trobar-la, lluitant contra les bandes mentre assoleixi el seu objectiu. Després de sobreviure a les ruïnes de la ciutat de Nova York, Griffin es dirigeix cap a l'oest guanyant reclutes al camp, Chicago, Las Vegas, i San Francisco.